# ويليام جوزيه ماكدونالد
ويليام جوزيه ماكدونالد (بالإنجليزية: William Josiah MacDonald)‏ هو محامي وسياسي أمريكي، ولد في 17 نوفمبر 1873 في مقاطعة غرانت في الولايات المتحدة، وتوفي في 29 مارس 1946 في شيكاغو في الولايات المتحدة. انتخب عضو مجلس النواب الأمريكي.